# Loes Schnepper
 (janvier 2019).
Si vous disposez d'ouvrages ou d'articles de référence ou si vous connaissez des sites web de qualité traitant du thème abordé ici, merci de compléter l'article en donnant les références utiles à sa vérifiabilité et en les liant à la section « Notes et références ».
Loes Schnepper, née le 7 mars 1962 à Rheden, est une actrice néerlandaise.

## Filmographie

### Cinéma
- 2012 : Man in Pak de Anna van der Heide : Kassajuffrouw[1]
- 2012 : De Ontmaagding van Eva van End : Winkeleigenaar
- 2012 : Vlotter : Vrouw
- 2013 : Bannebroek's Got Talent (nl) : La mère de Slap
- 2014 : Voor Emilia : LIes
- 2014 : Pak van m'n Hart : Reisgenoot
- 2015 : Fobia de Shariff Nasr[2]
- 2015 : Gips de Jeroen Houben : Neighbour Marian[3]
- 2015 : Dede: Mehmet with the yellow boots de Tamara Miranda : La grand-mère de Tini[4]
- 2016 : Gratis (nl) de Tobias Smeets et Merijn Scholte-Albers : Els[5]
- 2016 : Adios Amigos de Albert Jan van Rees[6]
- 2016 : Thuisfront : Anna
- 2016 : In Vrijheid : Susan
- 2016 : Het Lot Van Marnix Rep : Bella Rep
- 2017 : 100% Coco (nl) de Tessa Schram[7]
- 2017 : Verloren Dochter de Martijn Maria Smits[8]
- 2018 : Catacombe de Victor Ponten : Coby[9]

### Téléfilms
- 2016 : A'dam - E.V.A. (nl) : Elly
- 2016 : Rundfunk : Zuster Innocentia
- 2016 : Project Orpheus : Mieke
- 2016 : Heer & Meester (nl) : Simone Heuskens
- 2015 : Bagels & Bubbels (nl) : Elly
- 2015 : Celblok H (nl) : Anita
- Depuis 2014 : Komt een man bij de dokter (nl)
- 2014 : Fashion Planet (nl) : Paula
- 2013 : Dokter Tinus : Dorien Bouts
- 2013 : Aaf (nl) : La barman